# Infrared Astronomical Satellite
Infrared Astronomical Satellite (IRAS) var ett rymdbaserat observatorium som utförde en kartläggning av hela himlen i infraröda våglängder. IRAS sköts upp 25 januari 1983, och var verksamt i tio månader. Det var ett gemensamt projekt mellan USA (NASA), Nederländerna (NIVR), och Storbritannien (SERC).
IRAS kartlade 96% av himlen fyra gånger, i våglängderna 12, 25, 60 and 100 µm, med en upplösning som varierade från 0,5' vid 12 µm, till 2' vid 100 µm. Det upptäckte ungefär 500 000 infraröda källor, av vilka många fortfarande väntar på identifikation.  Ungefär 75 000 av dessa tros vara starburst-galaxer, som fortfarande genomgår sitt stjärnbildningsstadium. Många andra källor är normala stjärnor med stoftskivor runt sig, möjligtvis tidiga stadier i bildandet av planetsystem. Bland nyupptäckterna fanns en fragmentskiva kring Vega och de första bilderna på Vintergatans kärna.
IRAS livslängd, som de flesta infraröda satelliter, begränsades av dess kylsystem: för att effektivt kunna utföra infraröd teleskopi måste sensorerna kylas ner till väldigt låga temperaturer. I IRAS fall användes 720 liter flytande helium som kylvätska för att hålla teleskopet nedkylt till 1,6 kelvin (ungefär −272°C). Genom avdunstning kyldes de värmekänsliga sensorerna ner. När kylvätskan var helt bortångad steg teleskopets temperatur; detta omöjliggjorde fortsatta observationer.
Idag (2006), är Spitzerteleskopet det bästa tillgängliga infraröda teleskopet. Det har gjort det möjligt för astronomer att följa upp många av upptäckterna som gjordes av IRAS.
Utöver sina huvuduppgifter upptäckte IRAS även fyra asteroider, särskilt noterbar är 3200 Phaethon (en Apollo-asteroid och moderkroppen till meteorsvärmen Geminiderna), såväl som de periodiska kometerna 126P/IRAS och 161P/Hartley-IRAS.

## Asteroider upptäckta av IRAS
| 3200 Phaethon    | 11 oktober 1983 |
| 3728 IRAS        | 23 augusti 1983 |
| (10714) 1983 QG  | 31 augusti 1983 |
| (100004) 1983 VA | 1 november 1983 |

### Fotnoter
1. ↑  ”NASA Space Science Data Coordinated Archive” (på engelska). NASA. https://nssdc.gsfc.nasa.gov/nmc/spacecraft/display.action?id=1983-004A. Läst 29 mars 2020.
2. ↑  ”Minor Planet Center”. 11 mars 2025. https://www.minorplanetcenter.net/iau/lists/MPDiscsNum.html. Läst 21 juli 2021.